# Соревнование по подъёму на холм
Хилклайминг (также известный как подъём на холм, скоростной подъём, горные гонки) — разновидность моторных видов спорта, в котором участники соревнуются на время в прохождении незамкнутой восходящей трассы. Бывают дорожные (шоссейные) и внедорожные (кроссовые).

## История
Это один из старейших моторных видов спорта, так как первый известный хилклайм состоялся ещё 31 января 1897 в Ла-Тюрби около Ниццы (Франция). Старейшим постоянно проводимым соревнованием по подъёму на холм является соревнование в Шелсли Уолш (Вустершир, Англия), впервые проведённое в 1905 году. Гонки на этой трассе проводятся и сейчас. Самая длинная постоянная трасса для хилклайма в Великобритании находится в Хэрвуде, Западный Йоркшир; длина трека составляет 1448 метров. Самым известным соревнованием по подъёму на холм по трассе дорожного типа является проводимая с 1916 года в США гонка Pikes Peak International Hill Climb.
Есть и другой вид хилклайминга, в котором принимают участие спортсмены на внедорожных мотоциклах. В этих соревнованиях гонщики должны заезжать на крайне крутые холмы. Победителем становится тот, кто может достигнуть наибольшей высоты, или, если до вершины добирается более одного участника, тот, кто затратил меньше времени. Этот вид мотокросса, требующий как опыта, так и определённого мужества, имеет долгую историю в США, а также был популярен во Франции и Австрии с 1980-х гг. Австрийское мероприятие в Rachau, в основном имеющее своей целью развлечение публики, послужило примером для проведения множества подобных мероприятий.
В Российской империи первые соревнования по подъёму на холм на автомобилях состоялись в 1900 году, в окрестностях Красного Села, возле Санкт-Петербурга. Но популярности этот вид автоспорта не завоевал. В советское время первые горные автогонки прошли только в 1990 году, в Крыму.

## Галерея

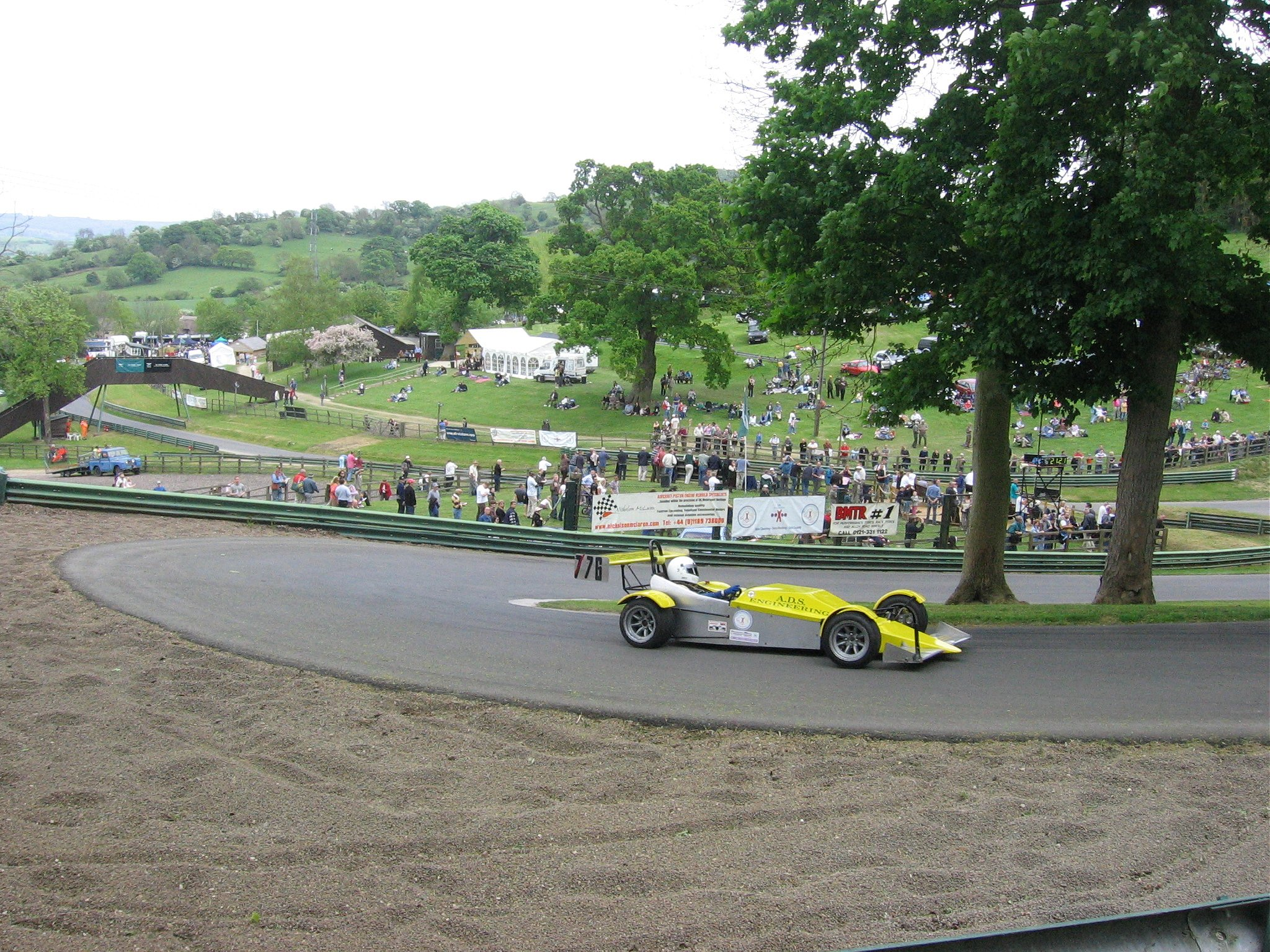
Подъём на холм по трассе с твёрдым покрытием. Прескотт, Англия.
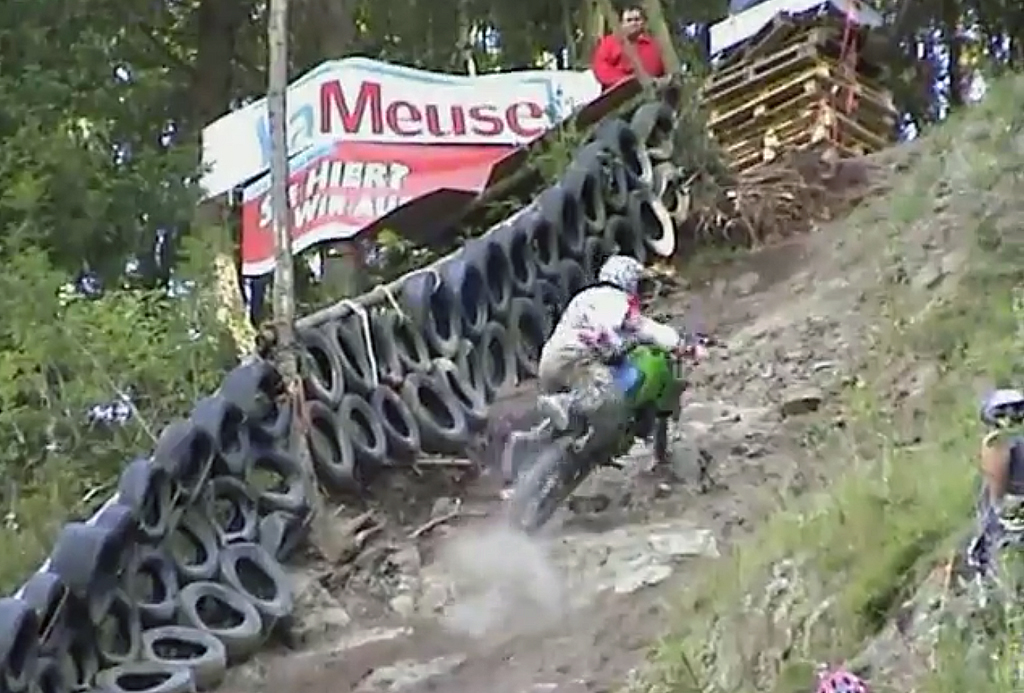
Хилклаймбинг. Бельгия, 2010
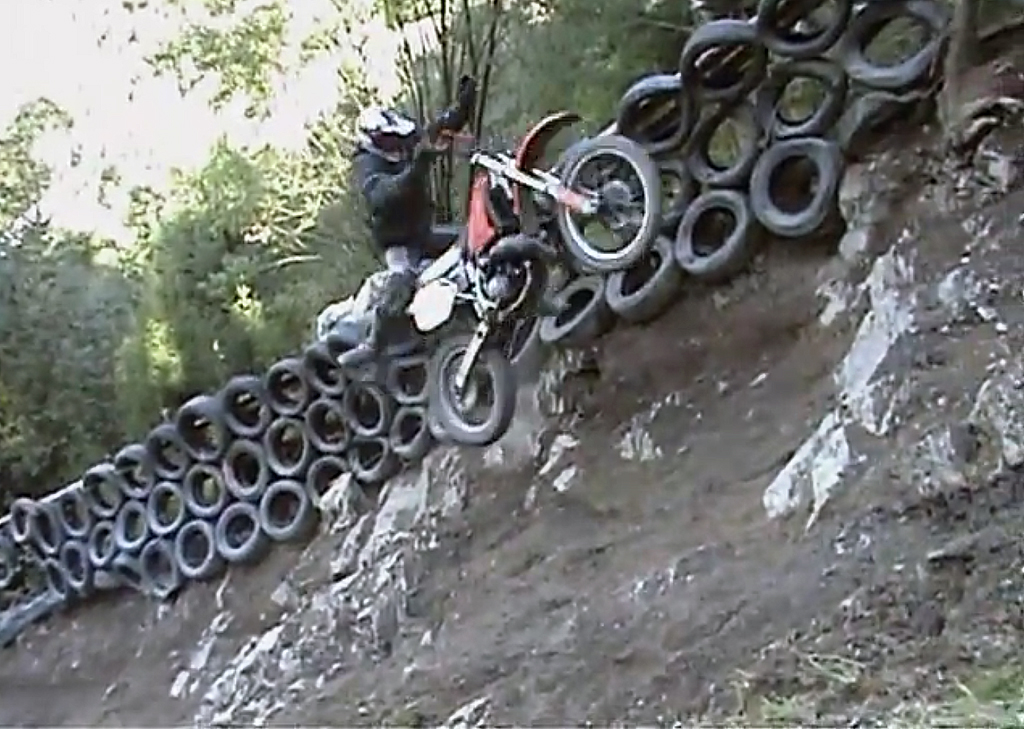
Хилклаймбинг. Бельгия, 2010
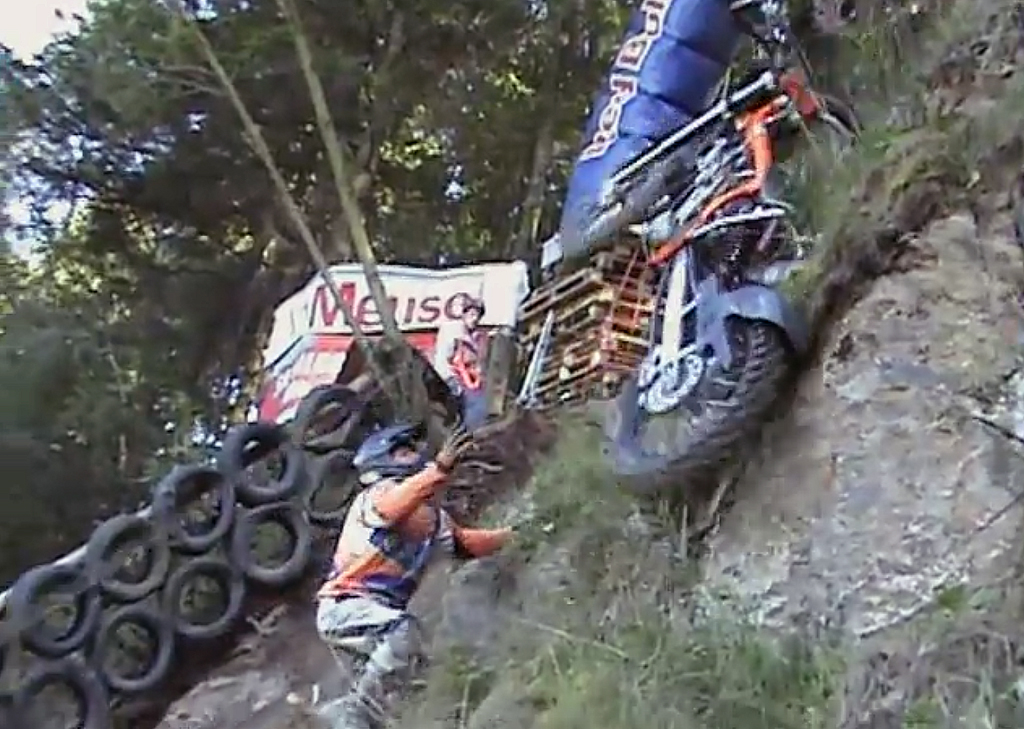
Хилклаймбинг. Бельгия, 2010